# Grafton, Wisconsin
Grafton är en ort i Ozaukee County i delstaten Wisconsin, USA.